# مانولو فيلانوفا
مانولو فيلانوفا (بالإسبانية: Manolo Villanova) هو لاعب كرة قدم ومدرب كرة قدم إسباني في مركز حراسة المرمى، ولد في 27 أغسطس 1942 في سرقسطة في إسبانيا. لعب مع ريال بيتيس وريال سرقسطة وريال مايوركا.